# 2049 Grietje
2049 Grietje este un asteroid din centura principală, descoperit pe 29 septembrie 1973 de Tom Gehrels.